# ژوزه ماریا ده اسا ده کیروش
ژوزه ماریا ده اسا ده کیروش (پرتغالی: José Maria de Eça de Queirós; پرتغالی اروپایی:[ʒuˈzɛ mɐˈɾiɐ dɨ ˈɛsɐ dɨ kejˈɾɔʃ]; ۲۵ نوامبر ۱۸۴۵ – ۱۶ اوت ۱۹۰۰) روزنامه‌نگار و نویسنده ژانر واقع‌گرایی اهل پرتغال بود.